# Philips Data Systems
Philips Computer Industry (PCI) es el nombre original con el cual Philips creó en 1963 un grupo industrial con la intención de fabricar ordenadores.  Más tarde cambió su nombre por el de  Philips Data Systems (PDS),  un grupo que destacó en el mundo de la computación y que tenía su cuartel general en Apeldoorn, Países Bajos.  PDS inició la comercialización de sus productos en España a través de la empresa Gispert, s.a. al final de los años sesenta. La historia de los ordenadores fabricados por Philips finaliza cuando PDS  y todas sus subsidiarias europeas fueron compradas por Digital Equipment Corporation (DEC) en 1992.

## Historia
Durante y después de la  Segunda Guerra Mundial se desarrollaron algunos equipos electrónicos de gran tamaño constituidos principalmente con tubos de vacío. Si bien pasó algún tiempo antes de que este tipo de máquinas fuera importante para la aritmética comercial, especialmente en la automatización de la administración de empresas, Philips ya participaba en desarrollos internos de computadores y en su Laboratorio de Investigación se produjo en 1958 un computador llamado PETER. Posteriormente, en 1960 se finaliza la fabricación, también en sus  laboratorios, de un computador llamado PASCAL, mucho más rápido y fiable que sus predecesores.
El Consejo de Administración de Philips decide, a partir de ese conocimiento, comenzar la fabricación de ordenadores y en 1963 crea el grupo Philips Computer Industry  en Apeldoorn con veinticinco personas que llegaron desde su Laboratorio de Física. Ya en 1964 surgió la cuestión de la situación de desventaja tecnológica, en especial con IBM, lo que determinó que, en adelante, muchas de las estrategias que presidían las investigaciones e innovaciones tecnológicas dentro de PDS se inspirasen en los avances previos de IBM.

## Minicomputadores
Ante el avance de empresas fabricantes de ordenadores de los Estados Unidos como IBM, Univac, Burroughs Corporation, etc., la industria europea crea en 1972 un consorcio formado por la alemana Siemens, la francesa CII y la holandesa PDS. En 1975, ante la burocratización del consorcio, éste se rompe. CII se une a Honeywell y más tarde evoluciona a Honeywell-Bull. De los trabajos conjuntos surgió el miniordenador Unidata, que dentro de Philips evolucionó rápidamente a la familia P300.
Philips Data Systems inició una carrera de éxitos con el P350, un equipo implantado en toda Europa. También se realizaron acuerdos en Suecia con Arenco, empresa especializada en ordenadores bancarios, y se creó el P800. Después de este hito, PDS amplía a la gran banca su mercado, hasta ese momento reducido a entornos de oficina generalistas.
En la década de los setenta e inicios de los ochenta el éxito de PDS es completado con minicomputadores de las series P450, P3500 y P4000 o con grandes sistemas de almacenamiento como el Megadoc. Los sistemas operativos implantados en los minicomputadores Philips eran todos propietarios pero tuvieron una  gran aceptación e implantación en toda Europa y de forma destacada en España a través de Gispert, s.a. Con la comercialización de los minicomputadores  la factoría de Apeldoorn alcanza una plantilla de 2500 personas y PDS  una expansión internacional. En España, en 1983, PDS adquiere la totalidad del capital social de Gispert, s.a. y en enero de 1985 pasa a denominarse Philips Informática y Comunicaciones, s.a.. (PICSA).
La serie de miniordenadores Philips finaliza con la comercialización de los equipos de la serie P9000, con sistema operativo basado en Unix, denominado MPX.

### P-7000
El sistema P7000 (originalmente llamado X1140/X1150/X1160) instalado aisladamente soportaba 32 terminales en línea. Tenía la posibilidad de operar simultáneamente con programas en diferentes lenguajes como DATA V4, COBOL, EDITOR… Pero sobre todo destacaba su capacidad de comunicaciones, tanto en modo interactivo como en modo batch.
Esta potencia unida a un software específico, MAESTRO, de la empresa Softlab, permitió su entrada en grandes empresas, principalmente del sector bancario, para descargar a los grandes ordenadores de todo el trabajo de escritura de programas, chequeo de los mismos, mantenimiento de versiones y obtención de resultados como si trabajase en modo real.
A un nivel menor, se vendió en hoteles, salas de bingos, y diversas empresas que requerían capacidad de almacenamiento y velocidad de proceso.

## Cajeros
En 1969 Philips adquiere la empresa sueca BANQIT y comienza la distribución de cajeros automáticos. Años más tarde, en 1982 se produce un acuerdo mundial entre PDS, Diebold y DeLaRue. Diebold aportaba su experiencia de ser el líder mundial fabricando cajeros automáticos expendedores de dólares -billetes de un solo formato-. DeLaRue aportaba el liderazgo mundial manufacturando dispensadores de billetes de diferentes formatos y Philips el sistema integrador. Esta alianza posicionó a PDS como el número uno mundial distribuyendo cajeros automáticos (ATM) y dispensadores de billetes. 
Finalmente BANQIT es vendido a Digital Equipment Corporation en 1991, posteriormente en 1998 es adquirida por Compaq Computer Corporation. En 1999, después de treinta años, BANQIT volvió a manos de capital sueco.

## Ordenadores personales
La aparición de los ordenadores personales de IBM (1982) junto con el fracaso de adaptar el sistema operativo Unix a la gama alta de productos fabricados por PDS fuerza a Philips en 1986 a iniciar la fabricación de ordenadores personales (PC). Philips comienza a fabricar PC en fábricas fuera de Holanda y como consecuencia de ello en un breve espacio de tiempo pierden su empleo 2000 personas en Apeldoorn.
Por otro lado, debido a la creciente integración de las tecnologías de la computación con las tecnologías de las comunicaciones, se decidió fusionar PDS con Philips Telecommunication and Information Systems (PTI), con sede en Hilversum. Fruto de esta fusión aparecieron sistemas como Sophonet, que ya incorporaba toda la filosofía de funcionamiento básica de Internet, pero rápidamente se vio la inviabilidad de estos desarrollos. En 1989 las dos divisiones se separaron de nuevo.

## El fin
El  PC de Philips tuvo éxito incluso en los Países Bajos, donde la existencia del PC Tulip era una competencia muy importante para todos los fabricantes de ordenadores personales. Pero llegó lo inevitable, la empresa Digital Equipment Corporation con una gran disponibilidad de dinero compró en 1992 a PDS con la intención de adquirir los clientes de Philips. Desde ese momento la planta de Apeldoorn se limita al ensamblaje de placas de circuito impreso y reduce su plantilla a 73 empleados. 
Finalmente, el grupo belga IPTE, con sede en Genk y especializado en el suministro de material para la industria electrónica, opta a la compra de la planta de Apeldoorn siempre que se redujera la plantilla a 26 empleados. No obstante, cuando se alcanza esa cifra se frustra la venta y la planta de Apeldoorn en 2003 es cerrada para siempre después de cuarenta años de actividad.